# ECL (시험)
ECL(English Comprehension Level Test)는 미군에서 사용하는 영어능력평가이다. 토익과 유사한 형식과 난이도를 보이며 한국에서 군사교육을 미국으로 갈 때 응시하여야 한다. 진급시험, 특정직선발,해외파견자, 통역병 선발시험에 사용되기도 한다. 미국 국방언어학교에서 개발한 American Language Course Placement Test에 기반해 제작되었으며 총 100점 만점이다.

## 관련 문헌
- ECL, 진홍대, sir24, 2005.
- ECL Plus, 진홍대, sir24, 2007.
- 박병국 ECL 카세트, 박병국, 성안당, 2007.